# 汤溪水库
汤溪水库位于中国广东省潮州市饶平县北部，又称饶平北湖，位于黄冈河中游，距县城黄冈38公里。建于20世纪50年代。